# 秋田市立下新城小学校
秋田市立下新城小学校（あきたしりつ しもしんじょうしょうがっこう）は、秋田県秋田市下新城にある公立小学校。学校区は、秋田市北部、おおむね、新城川、馬踏川近辺となっている。

## 概要
1875年創設の伝統校。下新城、金足東部を学区としている。ほとんどの生徒が、秋田市立秋田北中学校に進学する。
令和9年3月31日を目処に、秋田市立飯島小学校と統合予定である。
- 敷地面積：  21,390m2
- 校舎面積： 2,774m2
- 屋内運動場面積：914m2
- 屋外運動場面積:    14,764 m2

## 教育目標
- ゆたかな子
- かしこい子
- たくましい子

## 沿革
以下、注釈の無い項目は学校の公式サイトの情報によるもの。
- 1875年（明治8年）9月10日 -  笠間下村の人家を借りて、笠間学校創立
- 1880年（明治13年）12月15日 - 笠間学校を飯島に合わせ、日盛学校と改称
- 1882年（明治15年）
  - 校舎移転、岩城学校と改称。
  - 8月10日 - 新城学校と改称
  - 8月15日 - 中野分校開校（中野島合）。
- 1892年（明治19年）8月15日 - 中野分校が独立して、中野尋常小学校となる
- 1922年（大正11年）4月1日 -  新城尋常高等小学校と改称、中野尋常高等小学校と改称
- 1941年（昭和16年）4月1日 - 新城国民学校、中野国民学校と改称
- 1954年（昭和22年）4月1日 - 秋田市立新城小学校、秋田市立中野小学校と改称
- 1960年（昭和35年）6月2日 - 新城中野両校が統合、秋田市立下新城小学校となる。
- 1963年（昭和38年）- 旧校舎（旧下新城中学校）に移転
- 1965年（昭和40年）11月5日 - 創立90周年記念式典挙行
- 1966年（昭和41年）4月1日 - 特殊学級梅組開設

- 1968年（昭和43年）3月31日 - 心身障害児調査に努力、文部大臣表彰受賞

- 1975年（昭和50年）11月3日 - 創立100周年記念式典挙行
- 1978年（昭和53年）12月25日 - 下新城スキー場完成
- 1979年（昭和54年）12月1日 - 新校舎に移転
- 1980年（昭和55年）11月7日 - 新校舎改築落成記念式典挙行
- 1985年（昭和60年）11月2日 - 創立110周年記念式典挙行
- 1993年（平成5年）3月28日 - 全国ミニバスケットボール大会に出場、下新城女子ミニバスベスト8進出
- 1995年（平成7年）9月24日 - 創立120周年記念式典挙行
- 1997年（平成9年）3月23日 - 下新城スキー場閉鎖、施設解体
- 1999年（平成11年）7月30日 - ドリーム農園完成
- 2002年（平成14年）4月24日 - 下新城児童室開設
- 2005年（平成17年）10月22日 - 創立130周年記念式典挙行
- 2007年（平成19年）4月1日 - 特別支援学級ひまわり組開設
- 2010年（平成22年）4月1日 - 金足東小学校を吸収
- 2014年（平成26年）10月5日 - 国民文化祭あきた2014子ども邦舞邦楽フェスティバルに新秋田音頭で全校出演
- 2015年（平成27年）10月31日 - 創立140周年記念式典挙行
- 2016年（平成28年）2月26日 - 「新秋田音頭」の伝統文化推進活動により「けやき賞」受賞

## 校章
- 校章のページを参照。

## 校歌
作詞 安田友吉   作曲 菊池三男

## 児童数・学級数
| 年度                      | 男子 | 女子 | 計  | 増減 | 学級数 | 増減 | 備考        | 出典   |
| ------------------------- | ---- | ---- | --- | ---- | ------ | ---- | ----------- | ------ |
| 1998（平成10）年度        | 91   | 87   | 168 |      |        |      |             | [ 4 ]  |
| 2003（平成15）年度        | 67   | 81   | 148 | -20  | 6      |      |             | [ 5 ]  |
| 2004（平成16）年度        | 68   | 63   | 131 | -17  | 6      | 0    |             | [ 6 ]  |
| 2005（平成17）年度        | 78   | 61   | 139 | +8   | 6      | 0    | 創立130周年 | [ 7 ]  |
| 2006（平成18）年度        | 77   | 60   | 137 | -2   | 6      | 0    |             | [ 8 ]  |
| 2007（平成19）年度        | 77   | 57   | 134 | -3   | 7      | +1   |             | [ 9 ]  |
| 2008（平成20）年度        | 80   | 54   | 134 | 0    | 7      | 0    |             | [ 10 ] |
| 2009（平成21）年度        | 79   | 51   | 130 | -4   | 7      | 0    |             | [ 11 ] |
| 2010（平成22）年度        | 80   | 59   | 139 | +9   | 7      | 0    |             | [ 12 ] |
| 2011（平成23）年度        | 72   | 54   | 126 | -13  | 7      | 0    |             | [ 13 ] |
| 2012（平成24）年度        | 70   | 58   | 128 | +2   | 7      | 0    |             | [ 14 ] |
| 2013（平成25）年度        | 68   | 55   | 123 | -5   | 7      | 0    |             | [ 15 ] |
| 2014（平成26）年度        | 73   | 67   | 140 | +17  | 7      | 0    |             | [ 16 ] |
| 2015（平成27）年度        | 71   | 66   | 137 | -3   | 7      | 0    | 創立140周年 | [ 17 ] |
| 2016（平成28）年度        | 77   | 70   | 147 | +10  | 7      | 0    |             | [ 18 ] |
| 2017（平成29）年度        | 72   | 70   | 142 | -5   | 7      | 0    |             | [ 19 ] |
| 2018（平成30）年度        | 72   | 61   | 133 | -9   | 7      | 0    |             | [ 20 ] |
| 2019（平成31/令和元）年度 | 66   | 64   | 130 | -3   | 7      | 0    |             | [ 21 ] |
| 2020（令和2）年度         | 59   | 57   | 116 | -14  | 7      | 0    |             | [ 22 ] |
| 2021（令和3）年度         | 54   | 56   | 110 | -6   | 7      | 0    |             | [ 23 ] |
| 2022（令和4）年度         | 46   | 51   | 97  | -13  | 7      | 0    |             | [ 24 ] |
| 2023（令和5）年度         | 45   | 55   | 100 | +3   | 7      | 0    |             | [ 25 ] |
| 2024（令和6）年度         | 43   | 60   | 103 | +3   | 7      | 0    |             | [ 26 ] |
| 2025（令和7）年度         |      |      |     |      |        |      | 創立150周年 |        |

## スポーツ少年団
- 野球
- サッカー
- バスケットボール女子[27]

## 主な進学先
- 秋田市立秋田北中学校

## 最寄駅
- JR追分駅

## アクセス
- キングタクシー 秋田市マイタウン・バス北部線下新城コース　下新城コミセン前下車

## 著名出身者
プロ野球選手を二名輩出している。
- 石川雅規 - プロ野球選手（東京ヤクルトスワローズ）[28]
- 鎌田斗来 - サッカー選手
- 鎌田祐哉 - 元プロ野球選手（元東京ヤクルトスワローズ）[29]
- 中泉松司 - 政治家

## 学区内周辺

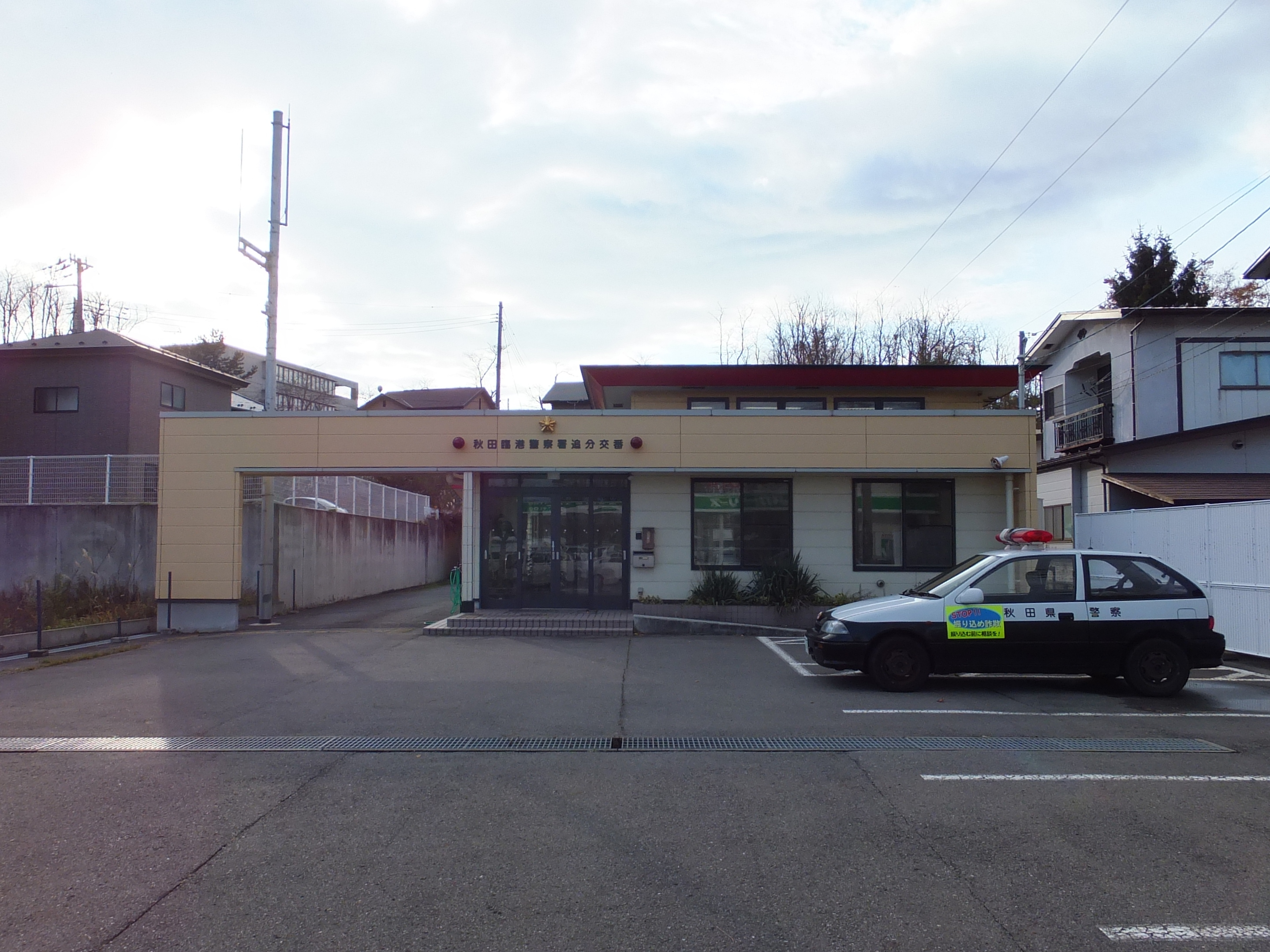
追分交番
秋田県立大学秋田キャンパス